# Maliszew
Maliszew (dawn. Maliszewo) – wieś sołecka w Polsce położona w województwie mazowieckim, w powiecie mińskim, w gminie Mińsk Mazowiecki. Leży w południowej części gminy.
| SIMC    | Nazwa      | Rodzaj     |
| ------- | ---------- | ---------- |
| 0681827 | Drożdżówka | część wsi  |
| 0681833 | Ryska      | przysiółek |

W latach 1975–1998 miejscowość administracyjnie należała do województwa siedleckiego.
Wieś o nietypowym układzie przestrzennym, położona na południe od Kędzieraku i na wschód od Zamienia.
Wierni Kościoła rzymskokatolickiego należą do parafii Zwiastowania Pańskiego w Zamieniu.